# بيجو 508
أطلقت شركة بيجو الفرنسية طراز 508 من فئة سيارات سيدان العائلية عام 2010 كبديل عن طراز 407 و 607، وتتشارك 508 في قاعدتها الهيكلية مع الجيل الثاني من طراز سيتروين C5، كما تُصنع السيارتان في نفس المصنع في فرنسا. وتجمع بيجو 508 بين شكل خارجي عصري وتصميم داخلي مريح، وقيادة متميزة.
يظهر تصميم بيجو 508 وكأنه منحوت من كتلة صلبة وهو ما يعكس مواصفات الأناقة والصلابة، في المقدمة تعرض 508 المواصفات التصميمية الجديدة لعلامة بيجو التجارية والتي كُشف عنها النقاب لأوّل مرة في سيارة SR1 الاختبارية، مع شبك أمامي منفرد بتصميم يبدو وكأنه يطفو في الهواء، وأضواء أمامية ثاقبة تحمل مصابيح LED أنبوبية نهارية.
وتتمتع بيجو 508 بمظهر جانبي انسيابي يتواصل دون انقطاع من الخلف وحتى غطاء المحرك، كما تتعزّز أناقة السيارة من خلال الإطار الكرومي للنوافذ الجانبية ويمتد الخط التصميمي على طول المركبة ليمنحها المزيد من القوة والأناقة.
أما من الخلف فينحدر الزجاج الخلفي نحو غطاء الصندوق الخلفي القصير الذي يحمل خطاً أنيقاً من الكروم، ويستمر الخط التصميمي الوسطي على الجانب ليندمج في الأضواء الخلفية التي تحتوي على ثلاثة صفوف من المصابيح تعمل بتقنية LED بينما يحمل الصادم أضواء ضباب صغيرة على الجانبين.
التصميم الداخلي في بيجو 508 معاصر وفريد من نوعه، كما ينسجم مع العناصر التصميمية في الشكل الخارجي من حيث الجودة والأناقة، ويقارب بين الأجزاء التركيبية، ويساعده على ذلك الكونسول الوسطي المضاعف الذي يضمّ تقنيات جديدة. وتضفي المواد المستخدمة عالية الجودة أجواءً من الفخامة داخل المقصورة كما يظهر في اللمسات الكرومية والكونسول الوسطي الأسود اللامع.
وتجمع مقصورة بيجو 508 بين الراحة والتجهيزات المتطورة التي يمكن للسائق والركاب الاستمتاع بها على حد سواء، حيث يشتمل الكونسول الوسطي على شاشة عرض ملونة مع نظام ملاحة متطور ونظام تكييف رباعي المناطق ومقاعد كهربائية مع ميزة المساج

## نظرة عامة
ويبلغ طول الصالون 508 طولا طوله 4.79 متر (189 بوصة)، بينما يبلغ طوله 508 سو ( عقار ) 4.81 مترا (189 بوصة). وبالمقارنة مع بيجو 407 508 لديه أقصر الجبهة المتراكمة ومقصورة الركاب الخلفية أطول.
وبعد بضع تسريبات أولية تم تسريبها، تسربت أول تفاصيل وصور نهائية إلى الويب في 12 يوليو 2010. أصدرت بيجو معلومات إضافية في 6 سبتمبر 2010. تم إطلاق 508 رسميا في معرض باريس للسيارات 2010 .
بي إس دبليو بيجو سيتروين بناء 508 في الصين في شراكة مع دونغفنغ للسيارات، وبيع 65,000 وحدة محليا في عام 2012. أطلقت هناك في 10 أغسطس 2011.
وتفيد التقارير بيجو تتوقع الصين لتكون أكبر سوق للسيارة، في ما يقرب من ضعف ما من المتوقع أن تباع في فرنسا . وسوف تكون هذه هي المرة الأولى للشركة لبيع أكثر في بلد آخر غير فرنسا لنموذج متاح في أوروبا .

## معرض صور

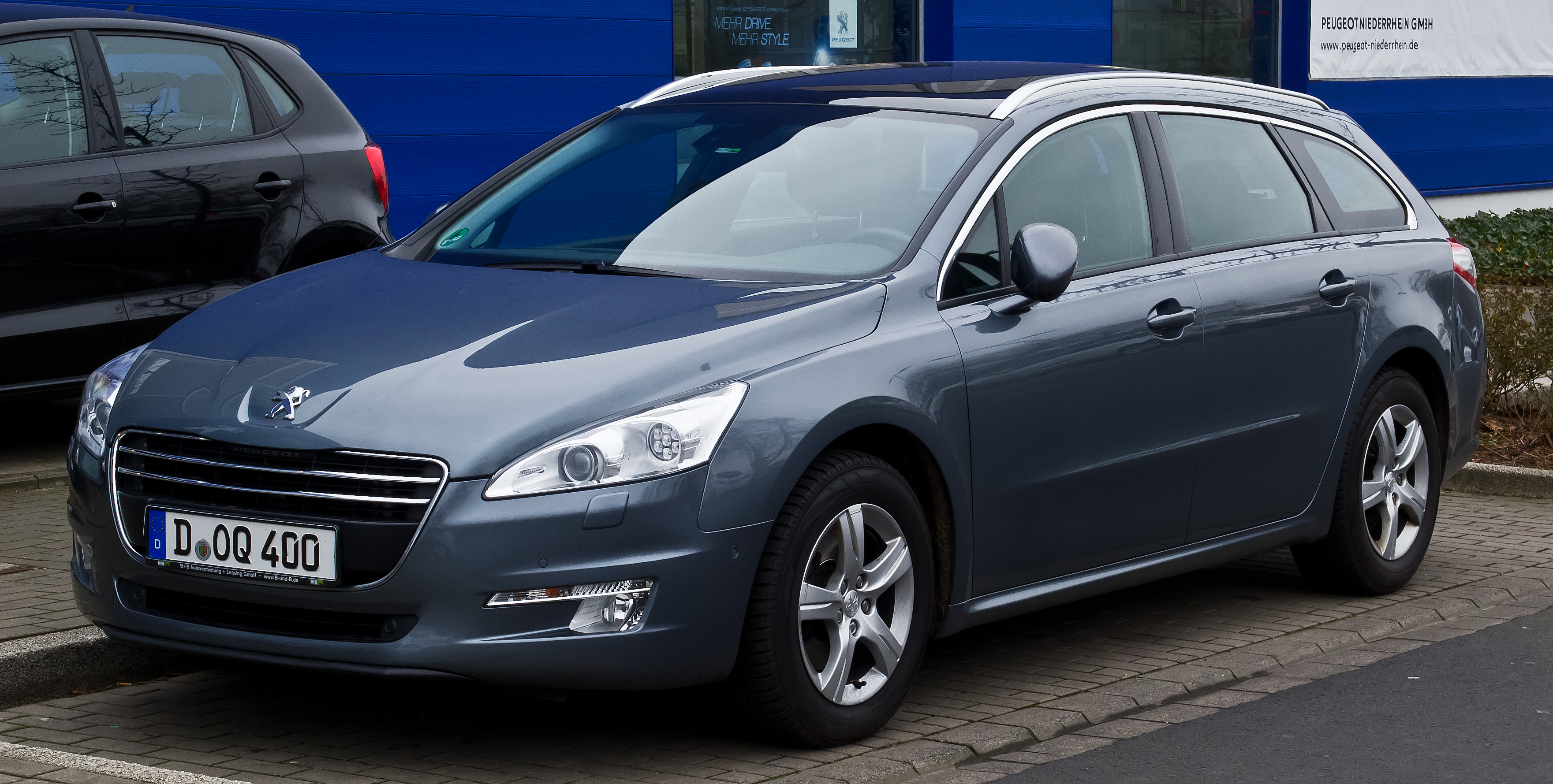
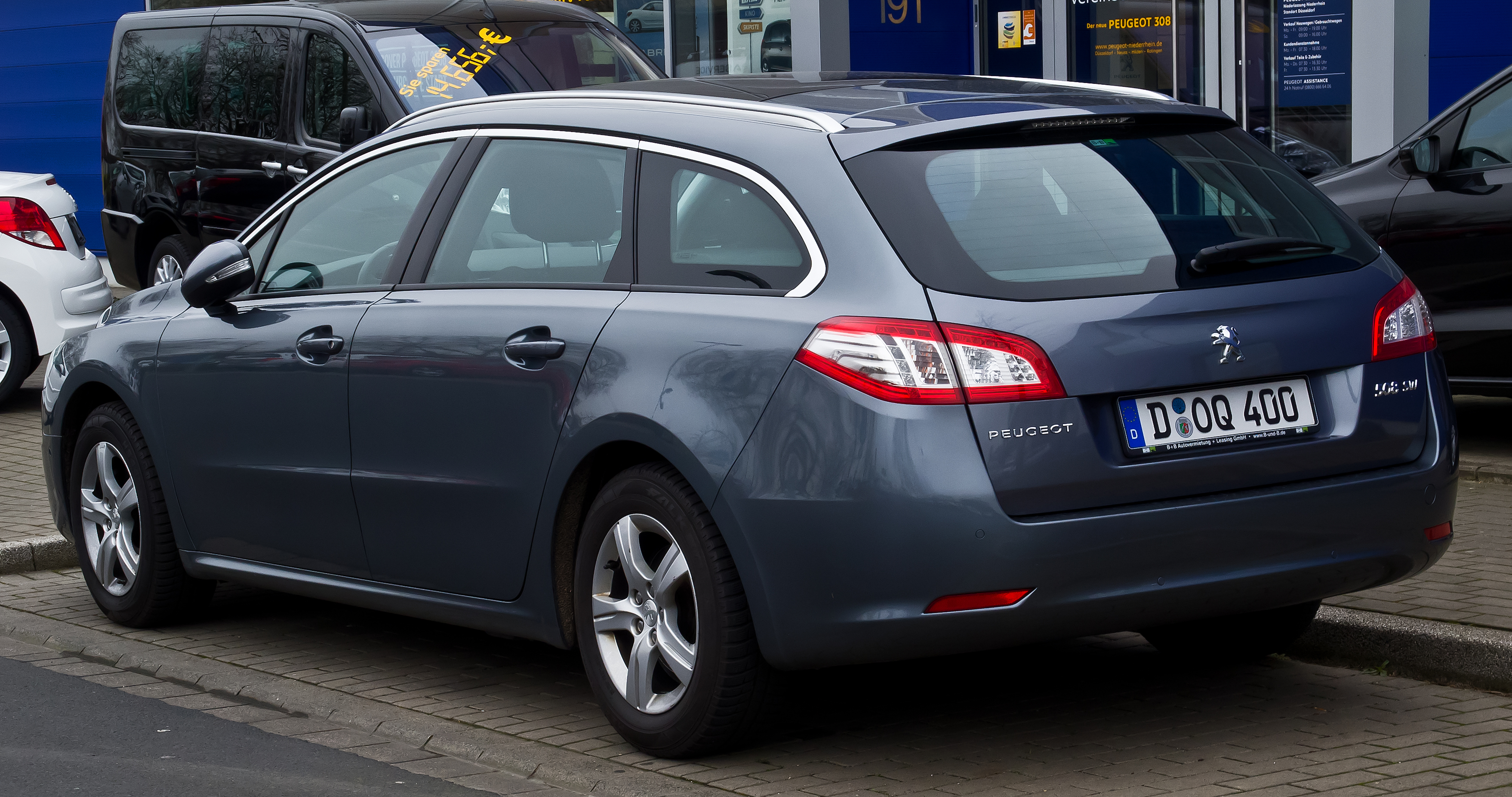
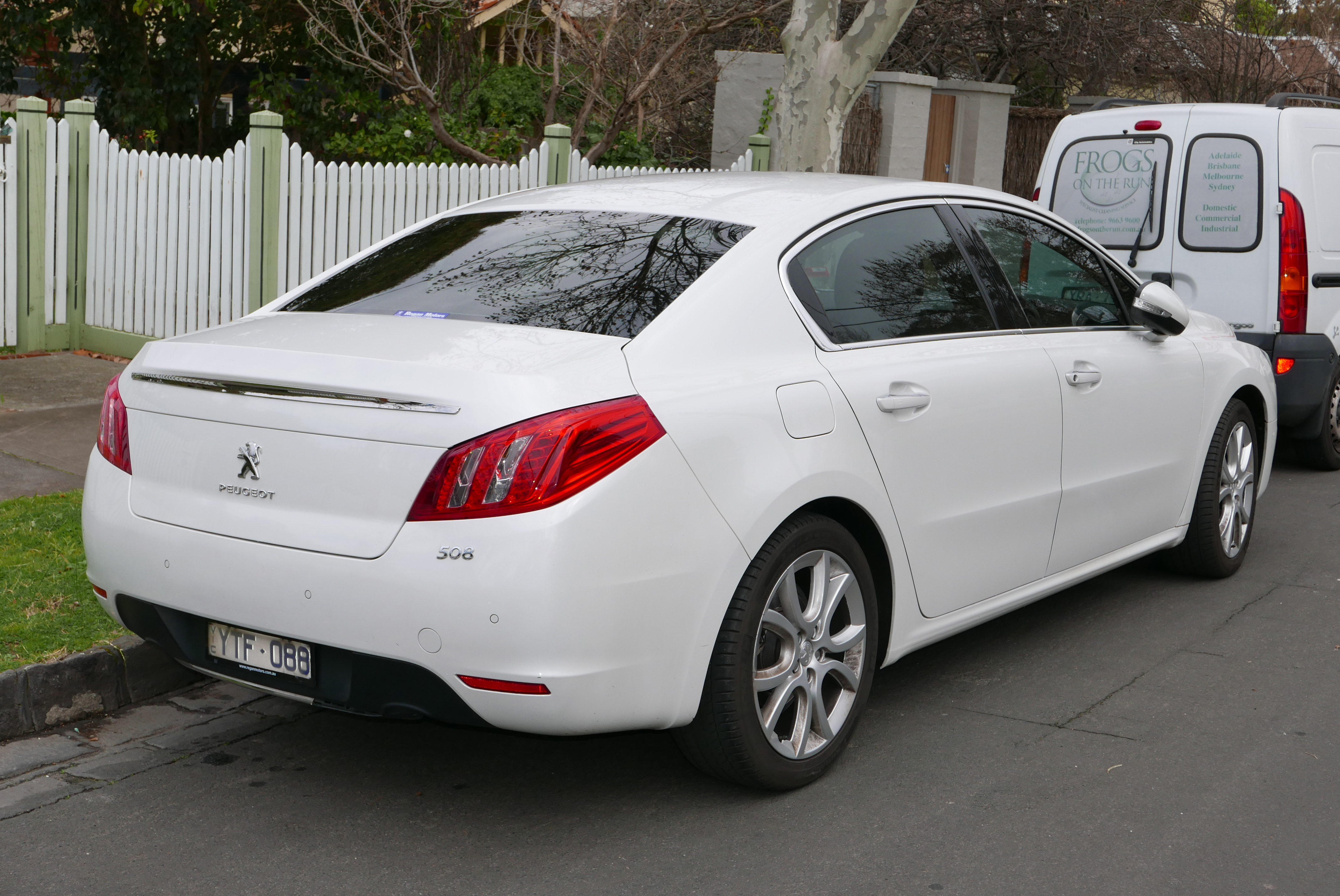

## وصلات خارجية
- تقرير بيجو 508